# كأس ويلز 1957–58
كأس ويلز 1957–58 (بالإنجليزية: 1957–58 Welsh Cup)‏ هو موسم من كأس ويلز. فاز فيه نادي ريكسهام.